# Dümmer-Geestniederung
Die Dümmer-Geestniederung ist eine naturräumliche Einheit dritter Ordnung in Nordwestdeutschland, die sich größtenteils über das südwestliche Niedersachsen und zu einem kleinen Teil über das angrenzende nördliche Nordrhein-Westfalen erstreckt. Ihre Eigenheit besteht im abwechslungsreichen Nebeneinander verschiedener Landschaftselemente des Norddeutschen Tieflands, deren Teil die Dümmer-Geestniederung ist.

## Festlegung
Das vorgestellte Gebiet wurde im Zuge der in den 1950er Jahren wissenschaftlicherseits vorgenommenen Gliederung Deutschlands in naturräumliche Einheiten als in mehrerlei Hinsicht einheitlicher Naturraum erkannt. Es wurde als Naturräumliche Einheit dritter Ordnung oder auch Haupteinheitengruppe klassifiziert, mit dem Namen Dümmer-Geestniederung und im Rahmen der ganz Deutschland erfassenden Systematik mit der Nummer 58 versehen. Man untergliederte das Gebiet in Naturräumliche Haupteinheiten und diese wiederum weiter in Einheiten unterer Ordnung.
Der Name ist bis heute im Volksmund ungebräuchlich.

## Gebiet und Grenzen
Das Gebiet der Dümmer-Geestniederung ist mit folgender gedachter Linie ungefähr zu umreißen: Niederländische Grenze bei Meppen – Vechta – Sulingen – Hoya – Nienburg/Weser – Minden – Mittellandkanal bis Rheine – niederländische Grenze bei Nordhorn.
Damit haben die Landkreise Grafschaft Bentheim, Emsland, Osnabrück, Vechta, Diepholz und Nienburg in Niedersachsen sowie die Kreise Minden-Lübbecke und Steinfurt in Nordrhein-Westfalen an dem Naturraum Anteil.
Angrenzende naturräumliche Einheiten dritter Ordnung sind die Westfälische Bucht im Südwesten, die Ems-Hunte-Geest im Norden, das Weser-Aller-Flachland im Osten und das untere Weserbergland im Süden.

## Naturräumliche Merkmale
Die Dümmer-Geestniederung ist ein weithin ebenes Tiefland, das nach Norden und Westen hin geneigt ist und von durchschnittlich 60 m auf etwa 20 m ü. NHN abfällt. Es wechseln sich Talsandflächen, Moore und kleine Grundmoränenplatten ab, unterbrochen durch mehrere Erhebungen aus Endmoränen, die in den Dammer Bergen und der Ankumer Höhe über 140 m Höhe erreichen. Einen isolierten Ausläufer der Mittelgebirge bilden die Stemmer Berge (181 m).
Die Vielfalt der Landschaftselemente bildet das wesentliche Unterscheidungsmerkmal zur nördlich angrenzenden Ems-Hunte-Geest, die aus großen, geschlossenen Geestplatten besteht. Die westlichen (niederländischen) und östlichen Nachbarräume sind dagegen ähnlich aufgebaut, während sich im Süden der beginnende Mittelgebirgsraum klar abhebt.
An Gewässern finden sich die Weser mit ihren Nebenflüssen Große Aue und Hunte, die Ems nebst Hase und die Vechte. Die Talauen sind teilweise bis 15 m, an der Weser bis zu 30 m ins Land eingetieft. Der namensgebende Dümmer liegt in einem Moorgebiet.
Das Klima ist atlantisch.
Vorherrschende Böden sind Sand und Moorbodenarten. Lehmige Bestandteile treten in den Flussauen und an den Höhenzügen auf, hier findet sich auch Flottsand von größerer Fruchtbarkeit.
Entsprechend der Vielgestaltigkeit des Gebietes fanden sich ursprünglich verschiedene Pflanzengesellschaften: die der Hoch- und Niedermoore, Eichen-Birkenwälder auf Lehm und Flottsand, Eichen-Hainbuchenwälder in den Stemmer Bergen sowie in den Talauen Erlenbruchwälder.

## Menschliche Nutzung
Noch um 1850 bedeckten Heiden und Moore den größten Teil des Gebietes. Heute sind die Heiden überwiegend in Kulturland umgewandelt oder mit Kiefern aufgeforstet worden. Durch Entwässerung wurden Moore trockengelegt und der Nutzung als Grünland zugeführt, außerdem die früher regelmäßig auftretenden Überschwemmungen verringert. Die ursprüngliche Naturlandschaft ist nur noch an wenigen Stellen sichtbar. Landwirtschaftlich genutzt wird die Dümmer-Geestniederung insbesondere im Hinblick auf Mais, es bestehen jedoch einige mit Grünland bewachsene Flächen.

## Untergliederung
Die Dümmer-Moorgeest als naturräumliche Einheit dritter Ordnung wird weiter unterteilt in naturräumliche Einheiten vierter Ordnung (Naturräumliche Haupteinheiten):
- 580 Nordhorn-Bentheimer Sandniederung
- 581 Plantlünner Sandebene
- 582 Rahden-Diepenauer Geest
- 583 Mittleres Wesertal
- 584 Diepholzer Moorniederung
- 585 Bersenbrücker Land
- 586 Lingener Land

Die Zahlen beziehen sich auf die wissenschaftliche Systematik.